# Беренбрух, Паскаль
Паскаль Беренбрух (нем. Pascal Behrenbruch; род. 19 января 1985, Оффенбах-ам-Майн) — немецкий легкоатлет, специалист по многоборьям. Выступал за сборную Германии по лёгкой атлетике в 2006—2014 годах, чемпион Европы, победитель и призёр первенств национального значения, участник летних Олимпийских игр в Лондоне.

## Биография
Паскаль Беренбрух родился 19 января 1985 года в городе Оффенбах-ам-Майн.
Занимался лёгкой атлетикой во Франкфурте-на-Майне, проходил подготовку в местном легкоатлетическом клубе «Айнтрахт» под руководством тренера Юргена Заммерта.
Впервые заявил о себе в десятиборье на взрослом международном уровне в сезоне 2006 года, когда в составе немецкой национальной сборной закрыл десятку сильнейших на турнире Hypo-Meeting в Австрии и с результатом в 8209 очков стал пятым на чемпионате Европы в Гётеборге.
В 2007 году был девятым на Hypo-Meeting, побывал на молодёжном европейском первенстве в Дебрецене, откуда привёз награду серебряного достоинства — уступил здесь только представителю Белоруссии Андрею Кравченко.
На Hypo-Meeting 2008 года показал шестой результат.
В 2009 году выиграл бронзовую медаль на Hypo-Meeting, с результатом в 8439 очков стал шестым на домашнем чемпионате мира в Берлине.
На Hypo-Meeting 2010 года занял восьмое место.
В 2011 году отметился выступлением на чемпионате мира в Тэгу, где в конечном счёте оказался седьмым.
В 2012 году вновь взял бронзу на Hypo-Meeting, тогда как на чемпионате Европы в Хельсинки с личным рекордом в 8558 очков превзошёл всех своих соперников в программе десятиборья и завоевал золотую медаль. Благодаря череде удачных выступлений удостоился права защищать честь страны на летних Олимпийских играх в Лондоне — набрал в сумме всех дисциплин десятиборья 8126 очков, расположившись в итоговом протоколе соревнований на десятой строке.
После лондонской Олимпиады Беренбрух ещё в течение некоторого времени оставался в составе легкоатлетической команды Германии и продолжал принимать участие в крупнейших международных стартах. Так, в 2013 году он выступил на чемпионате мира в Москве, где с результатом в 8316 очков занял итоговое 11-е место.
В 2014 году стартовал на чемпионате мира в помещении в Сопоте — стал в зачёте семиборья восьмым.